# The Sims 3: Povolání snů
The Sims 3: Povolání snů (anglicky The Sims 3: Ambitions) je druhý datadisk do simulátoru The Sims 3. Je to datadisk vytvořený na základě datadisků do The Sims 2: Ve světě podnikání a Volný čas.

## Nové pracovní příležitosti

### Profese
Nikdy předtím nebylo možné ovládat simíka, když byl v práci. V Povolání snů to už možné je. Tyto pracovní příležitosti se nazývají profese. Můžete se stát lovcem duchů, můžete být architektem a designérem, můžete se stát hasičem, můžete být detektivem a můžete se stát i stylistou. Můžete zastávat pouze jednu profesi nebo kariéru v jednom okamžiku.

#### Hasič
V Povolání snů hasič hasí požáry, zachraňuje životy při zemětřesení, zabraňuje invazi trpaslíků a pomáhá u nehod ve výzkumném středisku, nemocnici nebo ve zlodějském doupěti. Hasič potřebuje mít dobrou fyzičku a zručnost. Když má simík pracovní dobu, musí v té době být buď na hasičské stanici, nebo v terénu. Pokud zůstane doma, ztrácí pracovní hodnocení a může být propuštěn. Zručný hasič může upravit hasičské auto na různé stupně rychlosti, může upravit požární alarm a upravit hasičské přístroje. Hasič může hasit dva typy požárů:
- Malý požár: stačí uhasit hasičským přístrojem
- Velký požár: Požár, kdy hoří celý dům, hasič musí zachránit simíky a uhasit jej

Plat: 276 §/týden – 2480 §/týden

#### Designér
Designér má za úkol na základě objednávek navštěvovat různé pozemky a předělávat je tak, jak si přejí majitelé. Designéři se musí vejít do určitého rozpočtu simoleonů. Těmito úkony můžete měnit vzhled pozemků, aniž byste přecházeli do režimu úpravy města.
- Plat: 272 §/týden – 2480 §/týden

#### Lovec duchů
Tato profese se zabývá lovením a následným zneutralizováním různých paranormálních jevů a duchů. Lovec loví malé duchy, kteří jsou různě zbarvení a každé zbarvení symbolizuje různé vlastnosti malého ducha:
- bílý – přátelský
- modrozelený – milý
- žlutý – vystrašený
- modrý – ztracený
- zelený – žárlivý
- červený – zlý

Ti jsou dále přeměněny na klasické duchy s náhrobkem nebo urnou. Simík tyto duchy sbírá a dělá si kolekce. Dále lovec duchů zabraňuje invazím duchů.
- Plat za týden v §: 280 – 2480

#### Detektiv
Detektiv je simík, který řeší různé záhady, sleduje lidi apod. Může zabavovat podezřelé věci jako normální simík s vlastností kleptoman. Detektiv sleduje simíky, vyslýchá simíky a prohledává jejich odpadky.
- Plat za týden v §: 275 – 2475

#### Stylista
Stylista mění vzhled ostatních simíků. Potřebuje být kreativní.
- Plat za týden v §:182 – 2306

### Práce na volné noze
Simíci takto zaměstnaní se registrují na radnici a mohou si vybrat mezi prací spisovatele, malíře, sochaře, fotografa, vinaře, zahradníka a rybáře. Takto zaměstnaní simíci nemají žádnou pracovní dobu a pracují tak, jak potřebují.

### Kariéra
Novou kariérou tak, jak ji známe z předešlých dílů, je kariéra učitele.

## Sousedství
Nově můžete nastavit komunitní pozemky typu:
- Vetešnictví – obchod, kde můžete prodávat své výrobky
- Skládka – místo, kam se ukládá odpad a můžete zde získávat šrot pro výrobu železných soch
- Bar – místo k setkávání simů
- Prádelna – (nově se v sérii The Sims setkáváme s možností vyprat si oblečení) pozemek, kde se za poplatek opere a usuší prádlo
- Hasičská stanice – sídlo sboru hasičů

Simíci si mohou koupit různé komunitní pozemky a nechat je vydělávat. Novým sousedstvím ve hře je město Twinbrook.

### Režimy nákupu a stavby
- Stavba: Nově můžete v The Sims 3 si nastavit různou výšku střechy pro jednotlivé části střechy. Můžete si například postavit dům s mnoha různými výškami střechy. Můžete si postavit i několika patrové sloupy.
- Nákup: Nově je přidán tetovací stůl, architektův stůl, motocykly, pračky, sušičky, trampolína a mnoho násobně více dalších objektů.